# Cremeu-ho després de llegir-ho
Cremeu-ho després de llegir-ho (títol original en anglès, Burn After Reading) és una pel·lícula estatunidenca dirigida pels germans Coen i estrenada el 2008. Basada en la novel·la Burn Before Reading: Presidents, CIA Directors, and Secret Intelligence de l'excap de la CIA Stansfield Turner.

## Repartiment
- George Clooney: Harry Pfarrer
- Frances McDormand: Linda Litzke
- John Malkovich: Osbourne Cox
- Tilda Swinton: Katie Cox
- Brad Pitt: Chad Feldheimer
- Richard Jenkins: Ted Treffon
- J. K. Simmons: CIA superior
- Elizabeth Marvel: Sandy Pfarrer
- David Rasche: Palmer
- Jeffrey DeMunn: cirurgià estètic
- Devin Rumer: Surveillance
- Olek Krupa: Krapotkin
- Dermot Mulroney: una estrella de Coming Up Daisy